# Behind the Mask (2006)
Behind the Mask (Originaltitel: Behind the Mask: The Rise of Leslie Vernon) ist ein US-amerikanischer Horrorfilm/Mockumentary von Regisseur Scott Glosserman, gedreht im Jahr 2006.
In den amerikanischen Kinos startete er am 16. März 2007. Der Film kam nach mehreren Vorführungen auf diversen Filmfestivals zunächst am 27. Juli 2007 als Leih-DVD in die deutschen Videotheken. Der Kaufstart folgte am 17. August 2007.

## Handlung
Leslie Vernon scheint ein sympathischer junger Mann zu sein. Sein äußeres Erscheinungsbild ist gepflegt, er hat gute Manieren und verfügt über einen exzellenten Sinn für Humor. Allein seine große Leidenschaft ist recht ungewöhnlich: Leslie ist passionierter Serienkiller. Doch diese Tätigkeit ist nicht so simpel, wie man meinen könnte, schließlich sind für eine schockierende Mordserie intensive Vorbereitungen vonnöten. Dass absolute körperliche Fitness die Basis für jede gelungene Teenager-Treibjagd ist, versteht sich in Fachkreisen von selbst. Zudem müssen potentielle Opfer, bevorzugt blonde dralle Jungfrauen, observiert, Türen manipuliert und geeignete Schauplätze ausgewählt werden. Nicht fehlen darf selbstverständlich eine selbst gestrickte Urban Legend, welche die zukünftigen Opfer schon einige Zeit vor ihrer Konfrontation mit dem Schlitzer in Angst und Schrecken versetzt; da orientiert sich Leslie ganz gezielt an seinen großen Idolen Jason Voorhees, Michael Myers und Freddy Krueger. Falls dennoch dringende Fragen anstehen, ist da ja immer noch der sich im „Ruhestand“ befindliche Serienmörder Eugene zur Stelle, der mit seiner attraktiven Frau Jamie in der Nähe haust und stets hilfreiche Tipps beiträgt. Um seinen Ruhm schon früh zu zementieren, lädt die Horror-Legende in spe die drei Studenten Taylor, Todd und Doug ein, die sein Treiben und vor allem seine Mühen dokumentieren sollen, die Welt habe doch nicht die geringste Ahnung davon, wie anstrengend seine Profession sei. Das studentische Filmteam begleitet ihn bei seinen gesamten Vorbereitungen, erst spät schleichen sich Skrupel ein, speziell bei der als Moderatorin fungierenden Taylor. Schließlich taucht auch sein „Ahab“, so der Fachterminus im Serienmörderjargon für seinen großen Gegenspieler, auf: sein alter Psychiater Dr. Halloran, der sich ihm allerdings nach einer einstweiligen Verfügung nicht nähern darf. Damit ist alles für die große Nacht vorbereitet. Leslie hat sein Anwesen präpariert und die Jugendlichen sind unterwegs. 
Als Leslie Vernon seine ersten Opfer in einem präparierten Haus tötet, beginnt Taylor ihre Dokumentation in Frage zu stellen und bricht den Dreh ab. Nun will sie zusammen mit ihrem Team die Jugendlichen warnen. Allerdings passt das „Survivor Girl“ nicht wirklich zu Leslies Plan, weder ist sie Jungfrau, noch führt sie ein tugendhaftes Leben. Außerdem stirbt das vermeintlich eigentliche „Survivor Girl“ bereits vorher, als sie versucht die Scheune zu verlassen. Zu spät bemerkt Taylor, dass sie das eigentliche Opfer von Leslie ist. Sie ist die Jungfrau, die er gesucht und gefunden hat. Leslie tötet bis auf Dr. Halloran und Doug alle Personen im Haus und hetzt dann hinter Taylor her. Taylor kann ihn jedoch aufhalten und verbrennt ihn in seinem Geräteschuppen.
Während der Abspann läuft, sieht man, wie Leslies verkohlte Leiche wieder aufsteht.

## Kritik
„Trockene Situationskomik, gute Darstellerleistungen und unaufdringlich eingestreute Trivialkulturzitate säumen einen rundum unterhaltsamen Top-Tip für Horrorfreaks und Freunde des schwarzen Humors.“

## Trivia
- Der Name der Bibliothekarin Collinwood ist eine Anspielung auf The Last House on the Left.
- Die Darstellerin der Bibliothekarin ist Zelda Rubinstein aus den Poltergeist-Filmen.
- Der Hase in der Red Lounge ist in der Main Street in Glen Echo, was eine Anspielung auf Halloween – Die Nacht des Grauens ist.
- Es existiert im Film ein verlassenes Camp, welches wiederum auf Freitag der 13. anspielt.
- Leslie verwendet das Medikament 'Stay Awake', welches auch in der A Nightmare on Elm Street-Reihe verwendet wird.
- Drei junge Mädchen spielen Seilhüpfen in der Nähe der High-School, welche genauso angezogen sind wie Mädchen aus der A Nightmare on Elm Street-Reihe.
- In Eugenes Haus ist ein Hellraiser-Andenken.
- Leslies Schildkröten heißen Church und Zowie. Church ist der Name von Creeds Katze aus Friedhof der Kuscheltiere. Zowie ist der Name des Hundes in der Fortsetzung Friedhof der Kuscheltiere II.
- Eugenes Frau, Jamie, und Kelly Curtis sind benannt nach der Scream-Queen Jamie Lee Curtis.
- Kane Hodder, ein Darsteller von Jason Voorhees aus den Freitag der 13.-Filmen, hat einen Cameo-Auftritt als Bewohner der Elm Street.
- Im Abspann läuft der Song Psycho Killer der Talking Heads aus dem Jahre 1977.
- Robert Englund, der Dr. Halloran (optisch und inhaltlich eine Anspielung auf Dr. Loomis in der "Halloween"-Reihe und namentlich eine Figur aus Shining) verkörpert, ist der Schauspieler, der ursprünglich Freddy Krueger spielt.
- Der Film erlebt im Sommer 2012 in den USA ein Re-Release als "Theatrical on Demand" unter dem Banner der Firma Gathr.[2]

## Fortsetzung
Über ein mögliches Prequel, Before the Mask: The Return of Leslie Vernon (B4TM), wurde bereits nachgedacht, aber es gibt noch keine konkreten Pläne.

## Auszeichnungen
- Sitges Festival Internacional de Cinema de Catalunya: Spezial-Auszeichnung in der Kategorie Midnight X-Treme
- Gen Art Film Festival: Publikumspreis
- Fant-Asia Film Festival: Bester europäischer/nord-/südamerikanische Film und L'Écan Fantastique Award